# 特別教育による資格一覧
特別教育による資格一覧（とくべつきょういくによる・しかくいちらん）では、日本の労働現場において、労働安全衛生法に基づき、危険又は有害な業務に労働者をつかせる場合に事業者等が教育を行い、作業あるいは運転させなければいけないものの一覧。英語においてはList of qualifications by special educationと言う。なお、特別教育による資格は国家資格ではない。
この特別教育は学科講習（一部実技講習あり）のみで修了試験等もないなどそれほど難易度が高くなく、一定レベル以下の職務に合法的に従事できる一作業員としての資格が得られるにとどまっているため、操作・運転する機械の規模が小さいものに限られ、同法に定める作業主任者になることはできない、などの制限がある。それ以上の規模の機械の運転あるいは作業者から作業主任者へのステップアップを望む場合は、特別教育の一段上の資格および国家資格として位置づけられている技能講習を修了（又は国家試験による免許を取得）する必要がある。
特別教育は「事業者等が労働者に対して実施する」という趣旨の教育である。したがって「労働者がこれまでの雇用主との雇用契約を解消し、新たな雇用主と雇用契約を締結した」という場合には、新たな雇用主により改めて特別教育を実施しなければならないというのが原則である。しかしながら、このようなケースの場合、一般に新たな雇用主による特別教育は省略できる。厚生労働省の通達により「他の事業場において当該業務に関しすでに特別教育を受けた者」については、特別教育の科目の省略が認められるためである。
特別教育の制度そのものには、教育を受ける者の年齢を制限する規定は存在しない。しかしながら、特別教育の対象となる業務の多くは満18歳に満たない者の就労が禁止されているため、一般に18歳未満の者に対して特別教育は実施されない。

## 内容詳細
特別教育の内容の詳細は、労働安全衛生規則（昭和47年労働省令第32号）第39条の規定に基づき、安全衛生特別教育規程（昭和47年労働省告示第92号）その他の告示により定められている。
労働安全衛生規則第36条の順序（斜字は施行前）
- 1 研削といしの取替え等の業務に係る特別教育（機械研削用といし）、自由研削用といしの取替え等の業務に係る特別教育（自由研削用といし）
- 2 動力プレスの金型等の取付け、取外し又は調整の業務に係る特別教育
- 3 アーク溶接等の業務に係る特別教育
- 4 電気取扱の業務に係る特別教育（高圧又は特別高圧）、低圧の充電電路の敷設等の業務に係る特別教育（低圧）
- 4-2 低圧の電池を内蔵する自動車の整備の業務に係る特別教育（対地電圧50ボルト超）[注 4]
- 5 フォークリフトの運転の業務に係る特別教育（最大荷重1トン未満）
- 5-2 ショベルローダー等の運転の業務に係る特別教育（最大荷重1トン未満）
- 5-3 不整地運搬車の運転の業務に係る特別教育（最大積載量1トン未満）
- 5-4 テールゲートリフターの操作の業務に係る特別教育[注 5]
- 6 揚貨装置の運転の業務に係る特別教育（制限荷重5トン未満）
- 6-2 伐木等機械の運転の業務に係る特別教育
- 6-3 走行集材機械の運転の業務に係る特別教育
- 7 機械集材装置の運転の業務に係る特別教育
- 7-2 簡易架線集材装置の運転の業務または架線集材機械の運転の業務に係る特別教育
- 8 チェーンソーを用いて行う伐木等の業務に係る特別教育[注 6]
- 9 小型車両系建設機械（整地・運搬・積込み用及び掘削用）の運転の業務に係る特別教育（機体質量3トン未満）、小型車両系建設機械（基礎工事用）の運転の業務に係る特別教育（機体重量3トン未満）、小型車両系建設機械（解体用）の運転の業務に係る特別教育（機体重量3トン未満）
- 9-2 基礎工事用建設機械の運転の業務に係る特別教育（非自走式のみ）
- 9-3 車両系建設機械（基礎工事用）の作業装置の操作の業務に係る特別教育
- 10 ローラーの運転の業務に係る特別教育
- 10-2 車両系建設機械（コンクリート打設用）の作業装置の操作の業務に係る特別教育
- 10-3 ボーリングマシンの運転の業務に係る特別教育
- 10-4 ジャッキ式つり上げ機械の調整又は運転の業務に係る特別教育
- 10-5 高所作業車の運転の業務に係る特別教育(作業床の高さが10メートル未満のもの）
- 11 巻上げ機の運転の業務に係る特別教育
- 12（削除）
- 13 軌道装置の動力車の運転の業務に係る特別教育
- 14 小型ボイラー取扱業務特別教育
- 15 クレーンの運転の業務に係る特別教育（つり上げ荷重5トン未満。ただし、跨線テルハはつり上げ荷重5トン以上）
- 16 移動式クレーンの運転の業務に係る特別教育（つり上げ荷重1トン未満）
- 17 デリックの運転の業務に係る特別教育（つり上げ荷重5トン未満）
- 18 建設用リフトの運転の業務に係る特別教育
- 19 玉掛けの業務に係る特別教育（つり上げ荷重1トン未満のクレーン等にかかわる作業）
- 20 ゴンドラの操作の業務に係る特別教育
- 20-2 作業室及び気閘室へ送気するための空気圧縮機を運転の業務に係る特別教育
- 21 高圧室内作業に係る作業室への送気の調節を行うためのバルブ又はコツクの操作の業務に係る特別教育
- 22 気閘室への送気又は気閘室からの排気の調整を行うためのバルブ又はコツクを操作の業務に係る特別教育
- 23 潜水作業者への送気の調節を行うためのバルブ又はコツクの操作の業務に係る特別教育
- 24 再圧室の操作の業務に係る特別教育
- 24-2 高圧室内作業の業務に係る特別教育
- 25 四アルキル鉛等の業務に係る特別教育
- 26 酸素欠乏危険作業の業務に係る特別教育
- 27 特殊化学設備の取扱い、整備及び修理の業務に係る特別教育
- 28 エツクス線装置又はガンマ線照射装置を用いて行う透過写真の撮影の業務に係る特別教育
- 28-2 加工施設、再処理施設又は使用施設等の管理区域内において核燃料物質若しくは使用済燃料又はこれらによつて汚染された物の取扱いの業務に係る特別教育（加工施設、再処理施設、使用施設等の管理区域内）
- 28-3 原子炉施設の管理区域内において、核燃料物質若しくは使用済燃料又はこれらによつて汚染された物の取扱いの業務に係る特別教育（原子力施設の管理内）
- 28-4 東日本大震災により生じた放射性物質により汚染された土壌等を除染するための業務等に係る特別教育
- 29 粉じん作業に係る特別教育
- 30 ずい道等の掘削、覆工等の業務に係る特別教育
- 31 産業用ロボツトの教示等の業務に係る特別教育
- 32 産業用ロボツトの検査等の業務に係る特別教育
- 33 自動車用タイヤの組立てに係る業務のうち、空気圧縮機を用いて当該タイヤの空気の充てんの業務に係る特別教育
- 34 廃棄物の焼却施設に関する業務に係る特別教育（廃棄物焼却炉を有する廃棄物の焼却施設においてばいじん及び焼却灰その他の燃え殻を取り扱う）
- 35 廃棄物の焼却施設に関する業務に係る特別教育（廃棄物の焼却施設に設置された廃棄物焼却炉、集じん機等の設備の保守点検等）
- 36 廃棄物の焼却施設に関する業務に係る特別教育（廃棄物の焼却施設に設置された廃棄物焼却炉、集じん機等の設備の解体等、これに伴うばいじん及び焼却灰その他の燃え殻を取り扱う）
- 37 石綿等が使用されている建築物又は工作物の解体等の作業に係る特別教育
- 38 特定線量下業務に係る特別教育
- 39 足場の組立て、解体又は変更の作業（地上又は堅固な床上における補助作業の業務を除く）に係る特別教育
- 40 ロープ高所作業に係る業務に係る特別教育[注 7]
- 41 墜落制止用器具を用いて行う作業に係る業務に係る特別教育[注 8]

## 危険有害業務従事者教育
労働安全衛生法第60条の2第2項の定めに基づく安全衛生教育のうち特別教育に関するもの
- 10 フォークリフト運転業務（労働安全衛生規則第36条第5号の業務）従事者安全衛生教育
- 11 機械集材装置運転業務（労働安全衛生規則第36条第7号の業務）従事者安全衛生教育
- 12 ローラー運転業務（労働安全衛生規則第36条第10号の業務）従事者安全衛生教育
- 14 チェーンソーを用いて行う伐木等の業務（労働安全衛生規則第36条第8号の業務のうちチェーンソーを用いて行うもの及び同条第8号の2の業務）従事者安全衛生教育

## 安全衛生教育
特別教育に準じた教育など安全衛生教育については、労働安全衛生法第63条に基づき、安全又は衛生のための教育の効果的実施を図るため、平成3年1月21日付け基発第39号「安全衛生教育及び研修の推進について」及び平成3年1月21日付け基安発第2号「安全衛生教育推進要綱の運用について」等に基づき、その推進を図るものである。
- 振動工具取扱作業者安全衛生教育 （昭和58年5月20日 基発第258号）
- 有機溶剤業務従事者安全衛生教育（昭和59年6月29日 基発337号、令和3年3月17日 基発0317第1号別表）
- 造林作業の作業指揮者等に対する安全衛生教育 （昭和60年3月18日 基発第141号）
- ストラドルキャリヤー運転業務安全教育（昭和61年12月22日 基発683号 厚生労働省通達）
- 木造建築物解体工事作業指揮者安全衛生教育 （平成元年9月5日 基発第485号）
- 揚貨装置運転士安全衛生教育（平成2年3月1日 基発第111号）
- クレーン運転士安全衛生教育 （平成2年3月1日 基発第112号）
- 移動式クレーン運転士安全衛生教育 （平成2年3月1日 基発第113号）
- フォークリフト運転業務従事者安全衛生教育 （平成2年3月1日 基発第114号）
- ボイラー取扱業務従事者安全衛生教育 （平成2年7月23日 基発第472号）
- ボイラー溶接業務従事者安全衛生教育 （平成2年7月23日 基発第473号）
- ボイラー整備士安全衛生教育 （平成2年7月23日 基発第474号）
- チェーンソーを用いて行う伐木等の業務従事者安全衛生教育 （平成4年4月23日 基発第260号）
- 機械集材装置運転業務従事者安全衛生教育（平成4年9月17日 基発第518号）
- ストラドルキャリヤー運転業務従事者安全衛生教育 （平成4年12月21日  基発第659号）
- 玉掛け業務従事者安全衛生教育 （平成5年12月22日 基発第709号）
- 刈払機取扱作業者安全衛生教育 （平成12年2月16日 基発第66号 労働省労働基準局長通達）
- 建設工事に従事する労働者に対する安全衛生教育 （平成15年3月25日 基安発第0325001号 厚生労働省労働基準局安全衛生部長通達）
- 丸のこ等取扱作業者安全衛生教育 （平成22年7月14日 基安発0714第1号 厚生労働省労働基準局安全衛生部長通達）
- 車両系建設機械（基礎工事用）安全衛生教育
- 車両系建設機械（整地、運搬、積込、掘削用）安全衛生教育
- 職長・安全衛生責任者教育